# أرشيبالد مكدونالد
أرشيبالد مكدونالد هو سياسي كندي، ولد في 16 أبريل 1849 في كندا، وتوفي في 22 فبراير 1933 في نفس البلد. حزبياً، نشط في Conservative Party of British Columbia ‏.